# Santa Cruz de Monte Castelo
Santa Cruz de Monte Castelo – miasto i gmina w Brazylii, w stanie Parana. Znajduje się w mezoregionie Noroeste Paranaense i mikroregionie Paranavaí.